# Llywelyn Bren
 (mai 2018).
Llywelyn Bren (exécuté en 1318), ou Llywelyn ap Gruffudd ap Rhys ou encore Llywelyn des Bois est un noble gallois qui a conduit une insurrection au pays de Galles en 1316, sous le règne d'Édouard II d'Angleterre. 
Sa révolte est considérée comme le dernier soulèvement sérieux contre la domination anglaise en Galles au cours du XIVe siècle jusqu'aux tentatives d'invasion d'Owain Lawgoch pendant les années 1370. 
L'exécution illégale de Llywelyn Bren par Hugues le Despenser, le futur favori d'Édouard II, est l'un des nombreux griefs des barons d'Angleterre lors de la chute du pouvoir d'Édouard et de l'exécution d'Hugues en 1326.

## Biographie

### Origines et famille
Llywelyn Bren est un noble gallois de la maison royale du cantref de Senghenydd. Il est l'arrière-petit-fils d'Ifor Bar, seigneur du XIIe siècle. Le père de Llywelyn se nomme Gruffudd ap Rhys. Il a été conjecturé par les historiens que Llywelyn est né avant 1267, date à laquelle Gruffudd ap Rhys est dépossédé de sa seigneurie de Senghenydd par le baron anglais Gilbert de Clare et emprisonné en Irlande. Il n'y aucune source pouvant affirmer si Gruffudd est retourné par la suite au pays de Galles. Llywelyn Bren épouse Lleucu, qui lui donne au moins sept garçons, qui ont tous participé à la rébellion de leur père.

### Prémices de la révolte
Avant l'éclatement de la rébellion de Llywelyn en 1316, une certaine violence existe déjà dans les terres ango-normandes du sud-est du pays de Galles. La mort du comte de Gloucester, seigneur du Glamorgan et le plus important propriétaire terrien en Galles, au cours de la bataille de Bannockburn en juin 1314 crée un vide politique dans la région. La réaction brutale de la couronne d'Angleterre face à la surveillance des terres de Clare, combinée à la mort de plusieurs centaines d'hommes du Glamorgan à Bannockburn, précipite une révolte dans la seigneurie à la fin de l'été 1314. Llywelyn ne semble pas avoir participé à la révolte, qui prend fin lorsque le roi d'Angleterre Édouard II nomme Bartholomew de Badlesmere gardien du Glamorgan.
En 1315, Édouard II, qui est gardien des trois sœurs et héritières du comte de Gloucester, remplace Badlesmere par un nouvel administrateur anglais, Payn de Turberville, qui persécute le peuple du Glamorgan, qui souffre déjà de la Grande Famine. En venant soutenir son peuple, Llywelyn s'attire la colère de Payn de Turberville, qui l'accuse de sédition. Llywelyn fait alors appel au roi Édouard pour qu'il rappelle ou qu'il contrôle son agent. Néanmoins, le roi lui ordonne de comparaître devant le Parlement d'Angleterre pour y faire face aux charges de trahison. Édouard promet à Llywelyn qu'il sera pendu s'il est prouvé qu'il l'a trahi. Llywelyn s'enfuit alors et se prépare à la guerre.

### Soulèvement contre les Anglais
Le 28 janvier 1316, Llywelyn commence une révolte en attaquant par surprise le château de Caerphilly. Il capture le connétable de Caerphilly en dehors de la forteresse et s'empare de la basse-cour. Il échoue toutefois à forcer son passage à travers les défenses intérieures. Llywelyn ordonne alors à ses hommes de brûler la ville, fait massacrer quelques habitants et commence un siège. La rébellion se répand rapidement à travers le Glamorgan : le château de Kenfig est mis à sac, tout comme celui de Llantrisant, tandis que d'autres sont attaqués, dont ceux de St Georges super Ely, de Llangybi et de Dinefwr. Plusieurs villes, dont Cardiff, subissent des raids et sont incendiées. 
Édouard donne alors l'ordre à Humphrey de Bohun, 4e comte de Hereford, d'écraser la rébellion. Le roi rassemble parallèlement une armée, à laquelle viennent se joindre des hommes sous les ordres de Thomas de Lancastre et de Roger Mortimer. Les troupes anglaises viennent principalement du Cheshire et du nord du pays de Galles, bien qu'elles soient rejointes par des auxiliaires gallois originaires de l'ouest du pays de Galles. En mars 1316, les forces anglaises avancent depuis Cardiff et affrontent brièvement Llywelyn au cours d'une bataille à Castell Morgraig, ce qui oblige Llywelyn à lever le siège de Caerphilly au bout de 6 semaines. Les Gallois se retranchent ensuite au nord du plateau du Glamorgan, où ils sont poursuivis par les hommes de Hereford, partis depuis Brecon.

### Capitulation et exécution
Comprenant que poursuivre le combat serait du suicide, Llywelyn capitule sans conditions devant le comte de Hereford à Ystradfellte le 18 mars 1316, mais demande qu'il soit le seul à être puni et que ses partisans soient épargnés. Ce comportement chevaleresque lui vaut le respect de ses geôliers, dont Roger Mortimer, un des témoins de sa capitulation. Hereford et Mortimer lui promettent tous deux d'intercéder en sa faveur auprès du roi. Llywelyn est emprisonné d'abord à Brecon, puis est envoyé à la Tour de Londres avec sa famille. Hereford et Mortimer pressent le roi d'accorder un pardon à Llywelyn et s'arrangent également pour que des pardons soient également offerts aux hommes de Llywelyn.
En 1318, Llywelyn devient le prisonnier de l'impitoyable favori du roi, Hugues le Despenser. Ce dernier a obtenu en novembre 1317 par une décision royale que le Glamorgan lui revienne, puisque son épouse est l'une des sœurs du comte de Gloucester. Despenser est par ailleurs un rival implacable de Roger Mortimer. Sans aucune instruction royale, il emmène Llywelyn Bren au château de Cardiff, où il ordonne sans procès qu'il soit exécuté sous la forme hanged, drawn and quartered. Après sa mort, le corps de Llywelyn est découpé et exposé dans plusieurs villes du Glamorgan. Il est finalement inhumé au monastère des Franciscains à Cardiff. Les terres de Llywelyn sont ensuite confisquées par Despenser. Cette sentence illégale est condamnée par les contemporains et est plus tard décrite comme un exemple de la tyrannie grandissante du favori royal. Despenser fait également emprisonner Lleucu et certains de ses fils à Cardiff.

## Conséquences
Comme le mécontentement envers Hugues le Despenser ne cesse de croître, la mort de Llywelyn est considérée par les seigneurs anglais et le peuple gallois comme un lien d'union. En 1321, une révolte baronniale éclate, au cours de laquelle Hereford, Hugh Audley et Roger Damory demandent que le roi exile Despenser, citant parmi leurs griefs le meurtre de Llywelyn Bren. Lorsque le roi s'y refuse, une alliance entre les Gallois et les seigneurs des Marches mène des raids dans les terres de Despenser dans le Glamorgan. C'est sans doute à ce moment-là que Lleucu est libérée et que ses fils rejoignent les rangs du comte de Hereford. Édouard II est par la suite contraint d'exiler Despenser mais il rassemble suffisamment de soutiens et défait les rebelles à la bataille de Boroughbridge en 1322, au cours de laquelle Hereford est tué. À la suite du retour de Despenser à la cour d'Édouard, Lleucu et ses fils sont une nouvelle fois incarcérés, cette fois à Bristol. 
Mais les actions de Despenser suscitent désormais davantage de résistance. En octobre 1326, Roger Mortimer conduit une seconde rébellion contre le roi et son favori. Le roi et Despenser s'enfuient dans le Glamorgan, où il compte lever une armée. Le soutien attendu ne se matérialise évidemment pas. Cet échec conduit à leur capture en novembre. Hugues le Despenser est alors condamné à subir le même sort qu'il a infligé à Llywelyn Bren en 1318. À la suite de la déposition d'Édouard II, les terres de Senghenydd sont restituées le 11 février 1327 aux fils de Llywelyn Bren — qui se nomment Gruffydd, John, Meurig, Roger, William et Llywelyn. Les comtes de Hereford continuent à payer une pension à leur mère Lleucu jusqu'à sa mort le 12 avril 1349.